# Saxemberg
Saxemberg (nota anche come Saxenburgh, Saxemburg, Saxenberg o Saxonberg) era un'isola fantasma che si riteneva situata nell'Atlantico meridionale, comparsa a varie riprese sulle mappe tra il XVII e il XIX secolo.
Avvistata per la prima volta da un mercante olandese di nome J. Lindeman di Monnickendam al tramonto del 23 agosto 1670, quest'isola al largo della costa orientale del Sudamerica aveva una strana configurazione: al centro della sua superficie piana s'innalzava un monte appuntito simile a una colonna che le dava l'aspetto di un cappello di strega. Trascorsero oltre cent'anni prima che ne venisse fatta nuovamente menzione allorché il capitano Flinders partì alla sua ricerca nel 1801, senza successo. «Prese tali precauzioni» scrive John Purdy nel suo Memoir (1822) «da non lasciare dubbi sull'inesistenza dell'isola nella posizione qui menzionata». Il capitano James Horsburgh, notoriamente meticoloso, scrive nel suo Directions for Sailing to and from the East Indies... (1809) di avere intrapreso la ricerca di Saxemberg in due diverse occasioni, giungendo alla conclusione che la sua esistenza era dubbia: «In questa zona ho visto delle nuvole, esattamente uguali alla terra, restare ferme all'orizzonte per molto tempo; un osservatore superficiale ... avrebbe asserito che si trattava di un'isola». Conferma quest'ultimo punto raccontando la storia di due navi giunte alle coordinate di Saxemberg durante il loro viaggio di ritorno in India: «Una grande nuvola vicina fu scambiata per l'isola e ritenevano che il mare lungo o la corrente li avrebbe rapidamente scagliati contro le sue coste ... ciò li indusse a tirare fuori le scialuppe per trainare la nave al largo, ma all'alba l'isola era svanita».
Tuttavia, nel resoconto di Matthew Flinders A Voyage to Terra Australis (1814) si legge una nota al piede sconcertante:
22 settembre 1809, alle cinque del pomeriggio avvistata l'isola di Saxonberg, verso est-sud-est, a una distanza di circa 4,5 leghe; tempo sereno. Ci siamo diretti verso la detta isola e l'abbiamo localizzata a latitudine 30°18'S e longitudine 28°20'W, o giù di lì.
L'isola di Saxonberg è lunga circa quattro leghe, nordovest e sudest, e larga più o meno due miglia e mezza. L'estremità nordovest è una scogliera sui settanta piedi di altezza, perpendicolare sul mare, che si estende verso sudest per circa otto miglia. Alla distanza di circa un miglio e mezzo si vedono degli alberi e una spiaggia di sabbia.»
(A Voyage to Terra Australis)
In effetti il capitano Galloway della nave americana Fanny, in viaggio verso la Cina, che nel 1804 era riuscito ad avere davanti agli occhi Saxemberg per quattro ore di navigazione, aveva confermato la descrizione di Lindeman (la presenza di un monte centrale) e segnalato una scogliera a un'estremità, situando però l'isola due gradi più a est. Nel 1816 anche il capitano della True Briton sostenne di averla osservata per sei ore. Nessun uomo, però, ci era ancora mai sbarcato.
E tuttavia Saxemberg venne adottata da naturalisti e geografi. A System of Universal Geography, for Common Schools di Nathaniel Dwight (1817) testava così la preparazione degli scolari britannici: «Domanda: Dove si trovano le isole di Gough, Diego, Tristan da Cunha e Saxemberg? Risposta: A ovest del capo di Buona Speranza e quasi alla sua latitudine».
Alexander Beatson, governatore dell'isola di Sant'Elena nell'Atlantico meridionale, sosteneva nel 1816: «Ho in mio possesso uno schizzo dell'isola di Saxemberg sul quale sono raffigurati degli alberi; non sono informato di che tipo», e ipotizzava che la massa di terra fosse stata un tempo «unita» alle vicine Gough e Tristan da Cunha.
Dell'isola di Saxemberg andò in cerca anche Benjamin Morrell, che aveva già all'attivo una bella lista di luoghi fantasma fra cui le isole di Byers e di Morrell. In A Narrative of Four Voyages to the South Sea, Morrell scrive:
Secondo Morrell, chi credeva di avere visto Saxemberg era stato probabilmente ingannato da grandi formazioni nuvolose: «Uguali alla terra nell'aspetto, in questa parte dell'oceano a volte esse restano stazionarie all'orizzonte per un lungo periodo di tempo, e sono facilmente scambiate per isole lontane».
Questa era infatti l'opinione diffusa, tanto che Saxemberg non era più inclusa nelle mappe. Ma il fatto curioso è che la stessa missione di Morrell era un'invenzione bella e buona. La cosa venne a galla nel 1965, quando il diario di bordo di John W. Keeler, che aveva accompagnato Morrell in due dei suoi viaggi, entrò in possesso della G. W. Blunt Library del Connecticut. Dalle meticolose registrazioni di Keeler si venne a sapere che la rotta della goletta Atlantic di Morrell non incrociò mai le posizioni dove Morrell pretendeva di avere cercato Saxemberg: il navigatore americano aveva escogitato l'episodio per vivacizzare un viaggio altrimenti insignificante.